# Bathyconchoecia laqueata
Bathyconchoecia laqueata är en kräftdjursart som beskrevs av Deevey 1968. Bathyconchoecia laqueata ingår i släktet Bathyconchoecia och familjen Halocyprididae. Inga underarter finns listade.